# Euptychia rogersi
Euptychia rogersi är en fjärilsart som beskrevs av Frederick DuCane Godman 1878. Euptychia rogersi ingår i släktet Euptychia och familjen praktfjärilar. Inga underarter finns listade i Catalogue of Life.